# Wilkendorf (Altlandsberg)
Wilkendorf ist ein bewohnter Gemeindeteil im Ortsteil Gielsdorf der Stadt Altlandsberg im Landkreis Märkisch-Oderland in Brandenburg.

## Geografie
Der Ort liegt 13 Kilometer nordöstlich von Altlandsberg. Die Nachbarorte sind Stadtstelle im Norden, Prötzel im Nordosten, Klosterdorf im Südosten, Roter Hof und Gartenstadt im Südwesten, Gielsdorf im Westen sowie Eichenbrandt und Heidekrug im Nordwesten.

## Geschichte
Von 1536 bis 1905 gehörte Wilkendorf der uradeligen märkischen Adelsfamilie von Pfuel (Linie Pfuel auf Wilkendorf). Bis 1903 war Wilkendorf eine Landgemeinde, diese wurde danach zu einem Gutsbezirk umgeformt. Am 30. September 1928 wurde der Gutsbezirk Wilkendorf wieder aufgelöst und das Dorf ein Wohnplatz der Gemeinde Gielsdorf. Seit dem 31. Dezember 2002 gehört Wilkendorf zur Stadt Altlandsberg.

## Dorfkirche
Die Kirche, ein spätgotischer Feldsteinbau mit halbkreisförmigem Ostschluss und eingezogenem rechteckigen Westturm mit Walmdach, wurde etwa 1250 erbaut. Der Taufstein aus Granit, ca. 1150 (aus dem Vorgängerbau) ist einer der ältesten in Brandenburg. Ein originales Fenster, in den Regenbogenfarben der ehemaligen Besitzerfamilie von Pfuel, ist erhalten; eine spätgotische Glocke; das Patronatsgestühl mit Wappen derer von Pfuel und Reventlow. Der Flügelaltar (ca. 1500) kam 1975 in die Dorfkirche Gielsdorf. Auf dem Gelände an der Kirche befindet sich der Gutsfriedhof mit Grabstellen derer von Pfuel.

## Sehenswürdigkeiten

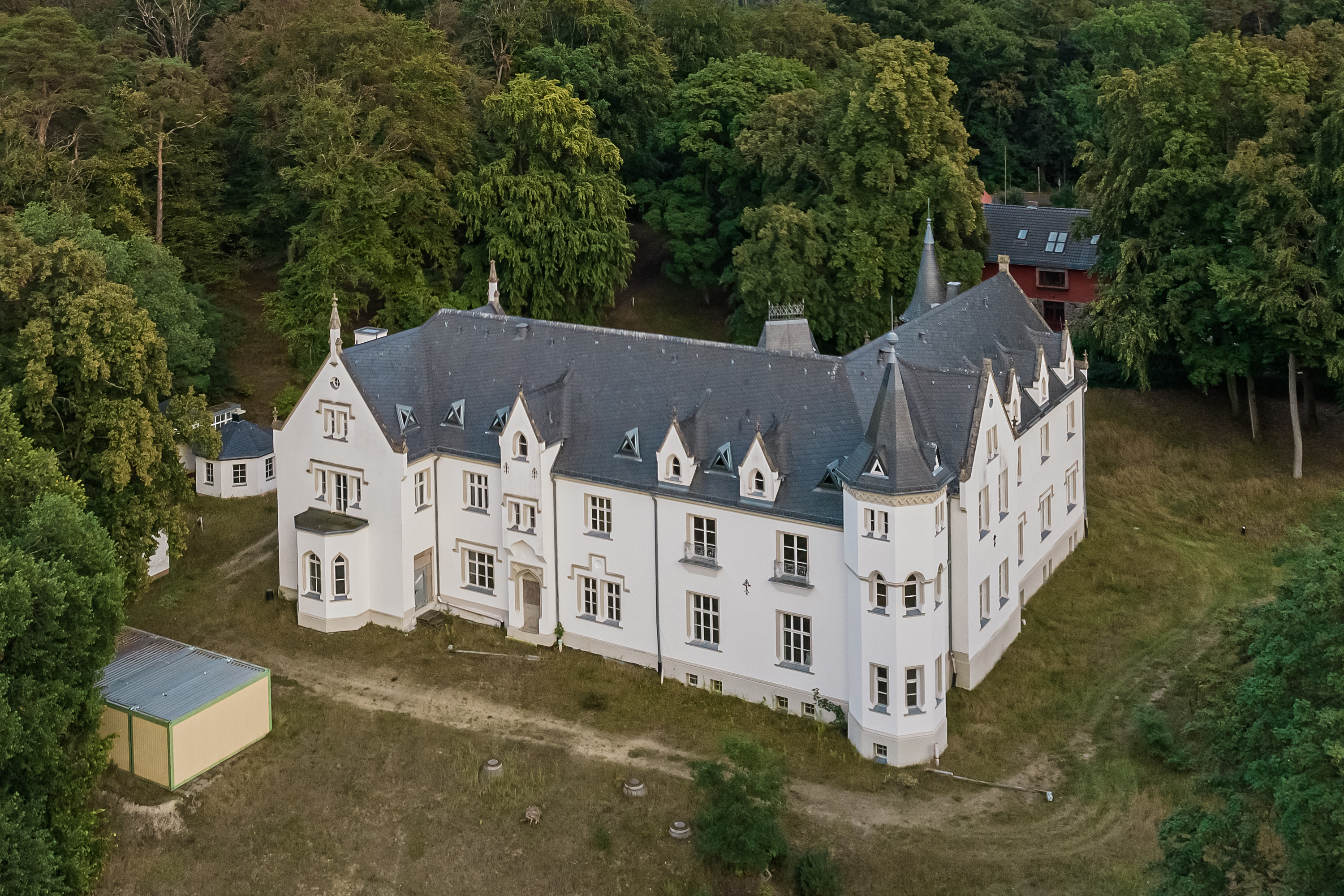
Schloss Wilkendorf

Gustav Felix Bertram von Pfuel ließ 1852–1855 Schloss Wilkendorf errichten. Auf Schloss Wilkendorf entwickelte Theodor Fontane die Idee für seinen Roman Effi Briest.